# Chevrolet Corvair Monza GT
Ne doit pas être confondu avec Chevrolet Corvair ou Chevrolet Monza.
La Chevrolet Corvair Monza Concept (XP-777 GT ou XP-797 SS Super Spyder) est un concept car de voiture de sport GT du constructeur automobile américain Chevrolet (General Motors), conçu en 2 exemplaires, présenté au salon de l'automobile de New York 1962,.

## Histoire
Ce concept car est conçu sous le nom Experimental Project XP-777 par les designers Larry Shinoda (en) et Anatole Lapine, sous la direction du chef-designer Bill Mitchell, sur une base de châssis-moteur raccourci de Chevrolet Corvair de série de 1960,.

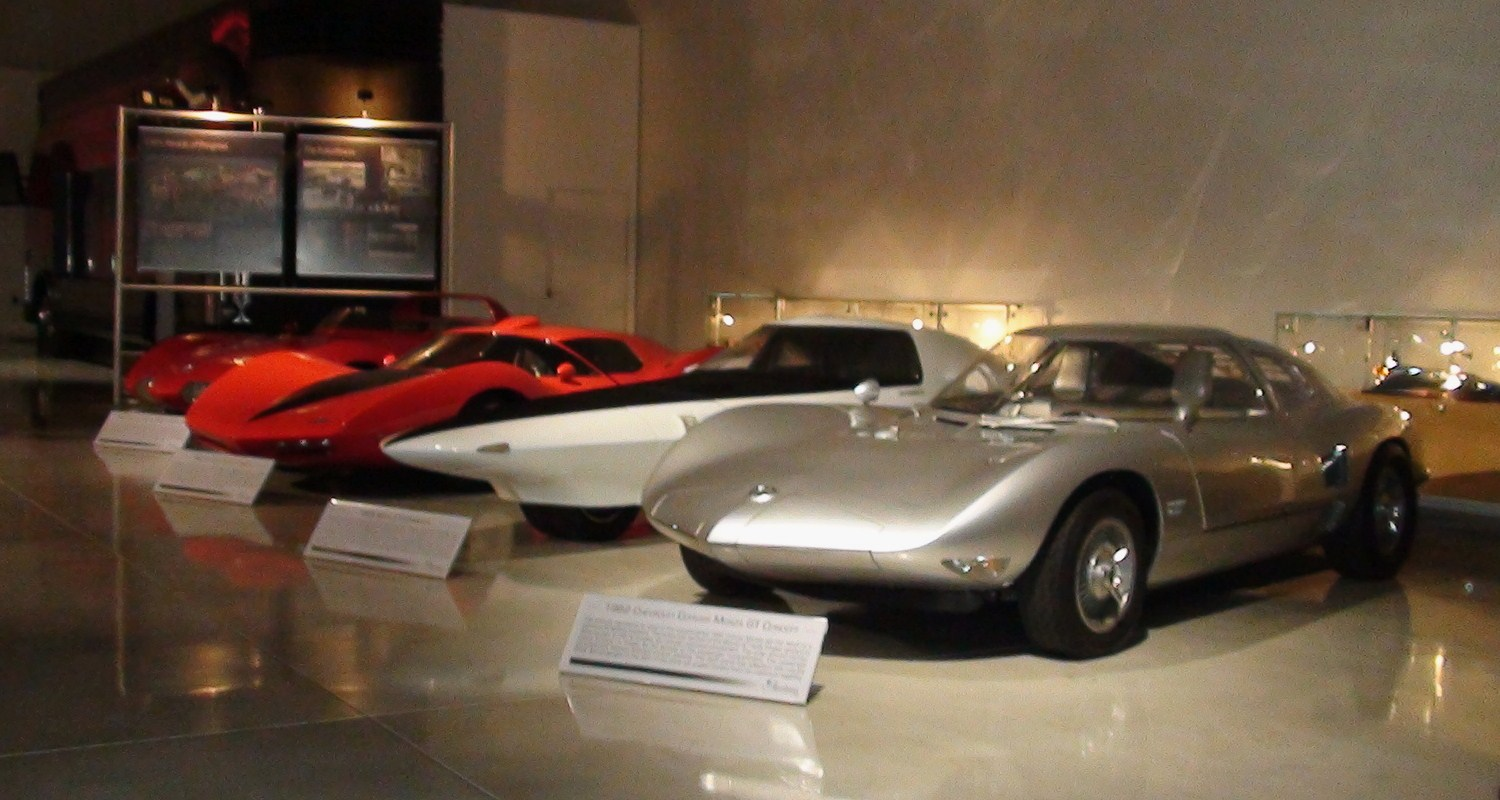
Exposition au GM Heritage Center de Détroit (Michigan)

Elle est inspirée des précédents concepts-cars Corvette Stingray Concept (en) (1959), Chevrolet Mako Shark I (1961) et Chevrolet Testudo Bertone (1962), et préfigure de l'évolution stylistique et technique des futures Chevrolet Corvette (pour succéder à la Chevrolet Corvette (C1) de 1953). Outre son design sportif épuré et futuriste pour l'époque, la Corvair Monza GT possède des caractéristiques innovantes, dont une carrosserie en fibre de verre, un pare-brise panoramique en plexiglas intégré à la double porte à ouverture en élytre, avec un capot moteur arrière articulé sur le même principe vers l'arrière, des roues en alliage de magnésium, des freins à disque aux 4 roues, des sièges fixes à 4 baguettes avec des pédales réglables,.

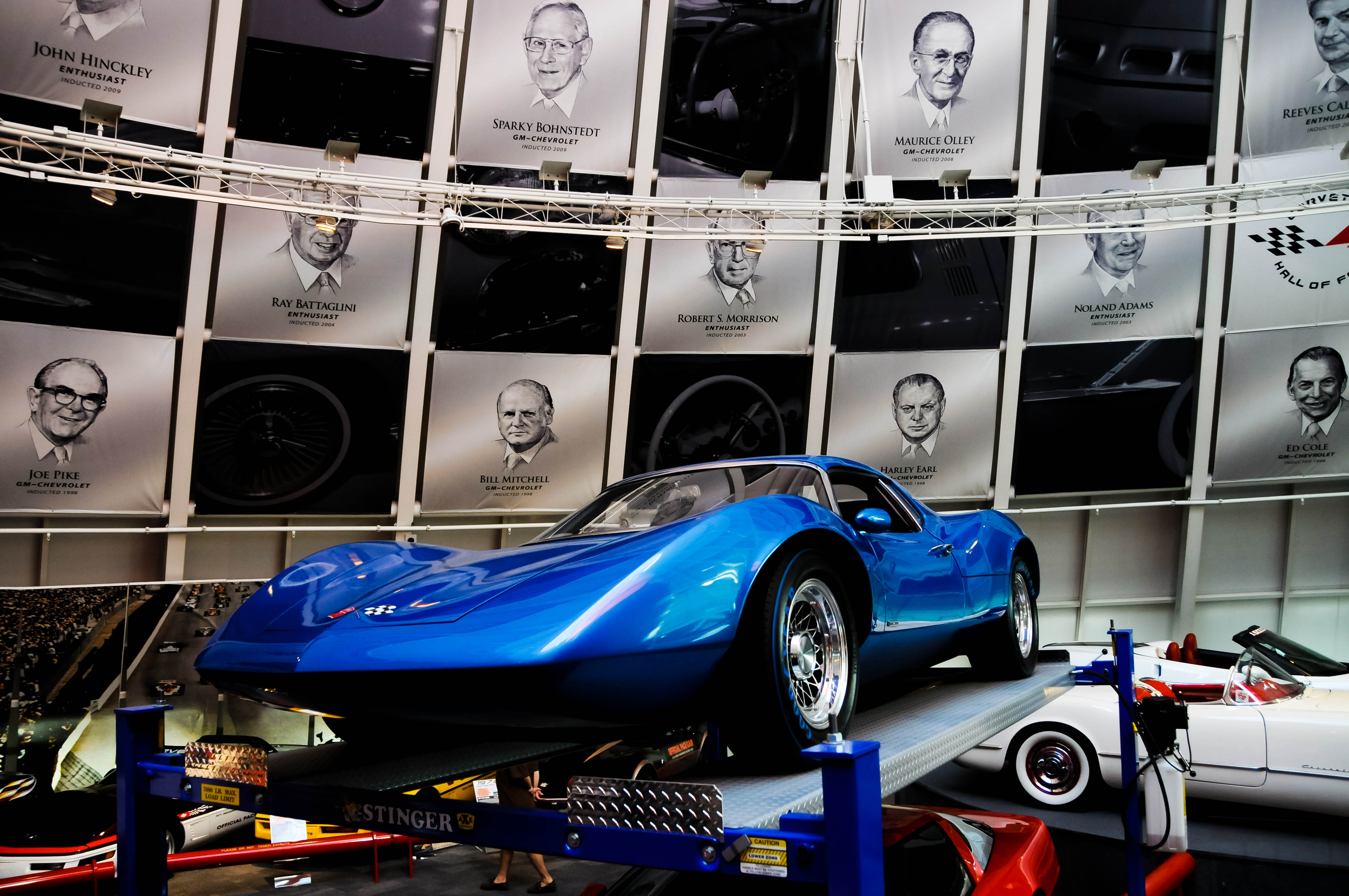
Chevrolet Astro II Concept (1968) du National Corvette Museum de Bowling Green (Kentucky)

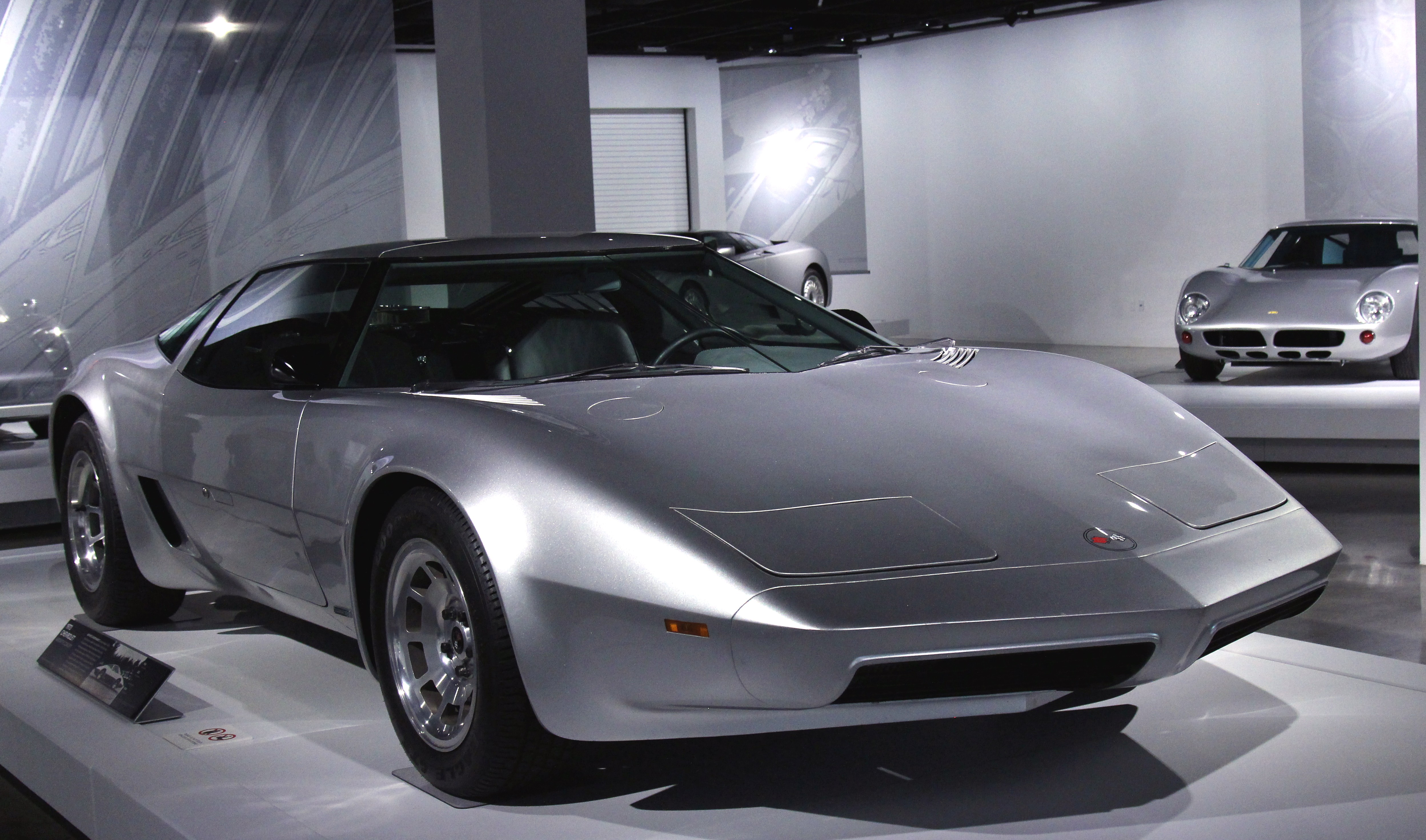
Chevrolet Aerovette (1976) du Petersen Automotive Museum de Los Angeles

Elle est motorisée par un moteur 6 cylindres à plat Turbo-Air 6 (en) de 2,3 L de 102 chevaux à double carburateurs de Chevrolet Corvair. Contrairement à la Corvair de série, le moteur GT central arrière est monté en avant de l'essieu arrière, tourné à 180 degrés et monté comme une disposition de moteur central.
Une version Chevrolet Corvair Monza SS (Super Spyder, XP-797) est présentée en 1963, avec un moteur à quadruple carburateurs. Les deux modèles sont présentés dans divers expositions, dont le salon de l'automobile de New York 1963, pour la promotion des marques Chevrolet et General Motors.
Certaines des caractéristiques stylistiques de la GT, notamment l'arrière, ont inspiré la Chevrolet Corvair 2e génération (1965-1969). Le design général influence également entre autres les futurs concepts-cars ou modèles de série Chevrolet Corvette (C2) (1963), Pontiac Banshee (en) (1964), Chevrolet Mako Shark II (1965), Chevrolet Astro II Concept (1968), Chevrolet Corvette (C3) (1968), Opel GT (1968), Chevrolet Aerovette (1969), et futures Chevrolet Corvette...
Le prototype GT (XP-777) est à ce jour exposé au GM Heritage Center de Détroit (Michigan).